# Abbott (Texas)
Abbott város az USA Texas államában, Hill megyében. Lakosainak száma 352 fő (2020. április 1.).

## Népesség
A település népességének változása:

| 2010 | 356 |
| 2020 | 352 |